# Memoria del fuego
Memoria del fuego es una trilogía escrita por el escritor uruguayo Eduardo Galeano.
Publicada entre 1982 y 1986, se compone de los títulos Los nacimientos (1982), Las caras y las máscaras (1984) y El siglo del viento (1986).

## Contenido
La trilogía cuenta la historia de Hispanoamérica, desde la creación del mundo hasta nuestros días. Cada tomo está ordenado cronológicamente:
- Los nacimientos: desde la creación del mundo hasta el siglo XVII.
- Las caras y las máscaras: siglos XVIII y XIX.
- El siglo del viento: siglo XX.

El texto se compone de una sucesión de pequeños relatos, de tamaño inferior a una página. Los relatos están redactados en prosa, alguno de ellos en prosa poética:

"Antes, los vientos soplaban sin cesar sobre la isla de Vancouver. No existía el buen tiempo ni había marea baja. Los hombres decidieron matar a los vientos."
Los Nacimientos

Todos los pasajes contienen citas de libros académicos de historia que remiten a los hechos que se narran, aunque la trilogía no pretende ser un tratado de historia. El texto relata por igual los hechos históricos y las leyendas Hispanoamericanas, sin distinguir lo cierto de lo falso, por lo que su pretensión es ser un ejemplo escrito de la tradición oral de los pueblos Hispanoamericanos.